# Skunkworks (альбом)
Skunkworks — третий сольный студийный альбом британского исполнителя Брюса Дикинсона, выпущенный 19 февраля 1996 года.

## Об альбоме
Объясняя название альбома, Брюс Дикинсон говорил:«„Skunk Works“ — так называлось управление авиационной компании „Lockheed Aviation“ выпускавшей суперсекретные и навороченные самолёты, в том числе самолёты-невидимки, а также „Blackbird“, самый быстрый самолёт в мире, способный подниматься на самую высокую высоту. Эта же компания, в конце второй мировой войны создала U-2, первый американский реактивный истребитель, а также F-104 Starfighter, и прочие крайне новаторские для своего времени модели самолётов. Мы изменили название, соединив два слова в одно».
К моменту выпуска альбома он также говорил: «Альбом «Skunkworks» наконец-то вышел, чтобы шокировать и ужасать. Я не только коротко подстригся (шок-ужас), но и имел дерзость заиграть на своем опусе что-то новенькое, ещё более не похожее на предыдущую пластинку. Меня завалили письмами со злобными обвинениями, и я не мог нарадоваться. Я никогда бы не выпустил пластинку для того, чтобы потешить мракобесов, и лучше всего было „разойтись как в море корабли“, чтобы оппоненты позабыли обо мне. По сути, в лице Skunkworks я попытался провернуть то, что Дэвид Боуи продвигал со своей группой Tin Machine. В итоге Боуи потерпел поражение, да и у меня бы не фига не получилось, но всего за один год я многое понял и многому научился, все то, что забыл за десять лет в составе Iron Maiden».

## Список композиций
Слова и музыка всех песен — написаны Брюсом Дикинсоном и Алексом Диксоном, кроме отмеченных.
| №   | Название                                              | Длительность |
| --- | ----------------------------------------------------- | ------------ |
| 1.  | «Space Race»                                          | 3:47         |
| 2.  | «Back from the Edge»                                  | 4:17         |
| 3.  | «Inertia»                                             | 3:04         |
| 4.  | «Faith»                                               | 3:35         |
| 5.  | «Solar Confinement»                                   | 3:20         |
| 6.  | «Dreamstate»                                          | 3:50         |
| 7.  | «I Will Not Accept the Truth»                         | 3:45         |
| 8.  | «Inside the Machine»                                  | 3:28         |
| 9.  | «Headswitch»                                          | 2:14         |
| 10. | «Meltdown»                                            | 4:35         |
| 11. | «Octavia»                                             | 3:15         |
| 12. | «Innerspace» (Брюс Дикинсон, Алекс Диксон, Крис Дэйл) | 3:31         |
| 13. | «Strange Death in Paradise»                           | 4:50         |

## Бонус-треки к расширенному изданию 2005 года
1. «I’m in a Band With an Italian Drummer»
2. «Rescue Day»
3. «God’s Not Coming Back»
4. «Armchair Hero»
5. «R 101»
6. «Re-entry»
7. «Americans Are Behind»
8. «Inertia» (live)
9. «Faith» (live)
10. «Innerspace» (live)
11. «The Prisoner» (кавер-версия на песню Iron Maiden) (live)

## Участники записи
- Брюс Дикинсон — вокал;
- Алекс Диксон — гитара;
- Крис Дэйл — бас-гитара;
- Алессандро Елена — ударные.

## Чарты

### Альбом
| Год  | Чарт                 | Позиция |
| ---- | -------------------- | ------- |
| 1996 | Finnish Albums Chart | 14      |
| 1996 | Swedish Albums Chart | 40      |
| 1996 | UK Albums Chart      | 41      |

| Год  | Сингл                | Чарт             | Позиция |
| ---- | -------------------- | ---------------- | ------- |
| 1996 | "Back from the Edge" | UK Singles Chart | 68      |